# Bilan saison par saison du Hull City Association Football Club
Cet article présente le bilan saison par saison du Hull City Association Football Club, à savoir ses résultats en championnat, coupes nationales et coupes européennes depuis sa fondation en 1904.

## Légende du tableau
| Champion / Vainqueur | Deuxième / Finaliste | Troisième | Promotion | Relégation |

Les changements de divisions sont indiqués en gras.
- Première division = Division 1 (jusqu'en 1992) puis Premier League (depuis 1992)
- Deuxième division = Division 2 (jusqu'en 1992) puis Division 1 (1992-2004) puis Championship (depuis 2004)
- Troisième  division = Division 3 (jusqu'en 1992) puis Division 2 (1992-2004) puis League One (depuis 2004)
- Quatrième division = Division 4 (jusqu'en 1992) puis Division 3 (1992-2004) puis League Two (depuis 2004)

- C3 = Coupe des villes de foires (1955-1971) puis Coupe UEFA (1971-2009) puis Ligue Europa (depuis 2009)

## Bilan toutes compétitions confondues
| 1904-1905                                                                                | —               | —   | —  | —  | —  | —  | —  | —   | —   | —   | Tour préliminaire | —              | — | —                     | —  | —        |
| 1905-1906                                                                                | Division 2      | 5e  | 44 | 38 | 19 | 6  | 13 | 67  | 54  | +13 | Premier tour      | —              | — | —                     | —  | —        |
| 1906-1907                                                                                | Division 2      | 9e  | 37 | 38 | 15 | 7  | 16 | 65  | 57  | +8  | Premier tour      | —              | — | —                     | —  | —        |
| 1907-1908                                                                                | Division 2      | 8e  | 46 | 38 | 21 | 4  | 13 | 73  | 62  | +11 | Deuxième tour     | —              | — | —                     | —  | —        |
| 1908-1909                                                                                | Division 2      | 4e  | 44 | 38 | 19 | 6  | 13 | 63  | 39  | +24 | Premier tour      | —              | — | —                     | —  | —        |
| 1909-1910                                                                                | Division 2      | 3e  | 53 | 38 | 23 | 7  | 8  | 80  | 46  | +34 | Premier tour      | —              | — | —                     | —  | —        |
| 1910-1911                                                                                | Division 2      | 5e  | 44 | 38 | 14 | 16 | 8  | 55  | 39  | +16 | Troisième tour    | —              | — | —                     | —  | —        |
| 1911-1912                                                                                | Division 2      | 7e  | 42 | 38 | 17 | 8  | 13 | 54  | 51  | +3  | Premier tour      | —              | — | —                     | —  | —        |
| 1912-1913                                                                                | Division 2      | 12e | 36 | 38 | 15 | 6  | 17 | 60  | 56  | +4  | Deuxième tour     | —              | — | —                     | —  | —        |
| 1913-1914                                                                                | Division 2      | 7e  | 41 | 38 | 16 | 9  | 13 | 53  | 37  | +16 | Premier tour      | —              | — | —                     | —  | —        |
| 1914-1915                                                                                | Division 2      | 7e  | 43 | 38 | 19 | 5  | 14 | 65  | 54  | +11 | Quatrième tour    | —              | — | —                     | —  | —        |
| Aucune compétition disputée entre 1915 et 1919 en raison de la Première Guerre mondiale. |                 |     |    |    |    |    |    |     |     |     |                   |                |   |                       |    |          |
| 1919-1920                                                                                | Division 2      | 11e | 42 | 42 | 18 | 6  | 18 | 78  | 72  | +6  | Premier tour      | —              | — | —                     | —  | —        |
| 1920-1921                                                                                | Division 2      | 13e | 40 | 42 | 10 | 20 | 12 | 43  | 53  | -10 | Quatrième tour    | —              | — | —                     | —  | —        |
| 1921-1922                                                                                | Division 2      | 5e  | 48 | 42 | 19 | 10 | 13 | 51  | 41  | +10 | Deuxième tour     | —              | — | —                     | —  | —        |
| 1922-1923                                                                                | Division 2      | 12e | 42 | 42 | 14 | 14 | 14 | 43  | 45  | -2  | Premier tour      | —              | — | —                     | —  | —        |
| 1923-1924                                                                                | Division 2      | 17e | 37 | 42 | 10 | 17 | 15 | 46  | 51  | -5  | Premier tour      | —              | — | —                     | —  | —        |
| 1924-1925                                                                                | Division 2      | 10e | 41 | 42 | 15 | 11 | 16 | 50  | 49  | +1  | Troisième tour    | —              | — | —                     | —  | —        |
| 1925-1926                                                                                | Division 2      | 13e | 41 | 42 | 16 | 9  | 17 | 63  | 61  | +2  | Troisième tour    | —              | — | —                     | —  | —        |
| 1926-1927                                                                                | Division 2      | 7e  | 47 | 42 | 20 | 7  | 15 | 63  | 52  | +11 | Cinquième tour    | —              | — | —                     | —  | —        |
| 1927-1928                                                                                | Division 2      | 14e | 38 | 42 | 12 | 15 | 15 | 41  | 54  | -13 | Troisième tour    | —              | — | —                     | —  | —        |
| 1928-1929                                                                                | Division 2      | 12e | 40 | 42 | 13 | 14 | 15 | 58  | 63  | -5  | Troisième tour    | —              | — | —                     | —  | —        |
| 1929-1930                                                                                | Division 2      | 21e | 35 | 42 | 14 | 7  | 21 | 51  | 78  | -27 | Demi-finales      | —              | — | —                     | —  | —        |
| 1930-1931                                                                                | Division 3 Nord | 6e  | 45 | 40 | 20 | 5  | 15 | 99  | 55  | +44 | Troisième tour    | —              | — | —                     | —  | —        |
| 1931-1932                                                                                | Division 3 Nord | 8e  | 45 | 40 | 20 | 5  | 15 | 82  | 53  | +29 | Troisième tour    | —              | — | —                     | —  | —        |
| 1932-1933                                                                                | Division 3 Nord | 1er | 59 | 42 | 26 | 7  | 9  | 100 | 45  | +55 | Troisième tour    | —              | — | —                     | —  | —        |
| 1933-1934                                                                                | Division 2      | 15e | 38 | 42 | 13 | 12 | 17 | 52  | 68  | -16 | Quatrième tour    | —              | — | —                     | —  | —        |
| 1934-1935                                                                                | Division 2      | 13e | 40 | 42 | 16 | 8  | 18 | 63  | 74  | -11 | Troisième tour    | —              | — | —                     | —  | —        |
| 1935-1936                                                                                | Division 2      | 22e | 20 | 42 | 5  | 10 | 27 | 47  | 111 | -64 | Troisième tour    | —              | — | —                     | —  | —        |
| 1936-1937                                                                                | Division 3 Nord | 5e  | 46 | 42 | 17 | 12 | 13 | 68  | 69  | -1  | Premier tour      | —              | — | —                     | —  | —        |
| 1937-1938                                                                                | Division 3 Nord | 3e  | 53 | 42 | 20 | 13 | 9  | 80  | 43  | +37 | Troisième tour    | —              | — | —                     | —  | —        |
| 1938-1939                                                                                | Division 3 Nord | 7e  | 46 | 42 | 18 | 10 | 14 | 83  | 74  | +9  | Deuxième tour     | —              | — | —                     | —  | —        |
| Aucune compétition disputée entre 1939 et 1945 en raison de la Seconde Guerre mondiale.  |                 |     |    |    |    |    |    |     |     |     |                   |                |   |                       |    |          |
| 1945-1946                                                                                | —               | —   | —  | —  | —  | —  | —  | —   | —   | —   | Non-inscrit       | —              | — | —                     | —  | —        |
| 1946-1947                                                                                | Division 3 Nord | 11e | 40 | 42 | 16 | 8  | 18 | 49  | 53  | -4  | Troisième tour    | —              | — | —                     | —  | —        |
| 1947-1948                                                                                | Division 3 Nord | 5e  | 65 | 42 | 27 | 11 | 4  | 93  | 28  | +65 | Troisième tour    | —              | — | —                     | —  | —        |
| 1948-1949                                                                                | Division 3 Nord | 1er | 65 | 42 | 27 | 11 | 4  | 93  | 28  | +65 | Quarts de finale  | —              | — | —                     | —  | —        |
| 1949-1950                                                                                | Division 2      | 7e  | 45 | 42 | 17 | 11 | 14 | 64  | 72  | -8  | Quatrième tour    | —              | — | —                     | —  | —        |
| 1950-1951                                                                                | Division 2      | 10e | 43 | 42 | 16 | 11 | 15 | 74  | 70  | +4  | Cinquième tour    | —              | — | —                     | —  | —        |
| 1951-1952                                                                                | Division 2      | 18e | 37 | 42 | 13 | 11 | 18 | 60  | 70  | -10 | Quatrième tour    | —              | — | —                     | —  | —        |
| 1952-1953                                                                                | Division 2      | 18e | 36 | 42 | 14 | 8  | 20 | 57  | 69  | -12 | Quatrième tour    | —              | — | —                     | —  | —        |
| 1953-1954                                                                                | Division 2      | 15e | 38 | 42 | 16 | 6  | 20 | 64  | 66  | -2  | Cinquième tour    | —              | — | —                     | —  | —        |
| 1954-1955                                                                                | Division 2      | 19e | 34 | 42 | 12 | 10 | 20 | 44  | 69  | -25 | Troisième tour    | —              | — | —                     | —  | —        |
| 1955-1956                                                                                | Division 2      | 22e | 26 | 42 | 10 | 6  | 26 | 53  | 97  | -44 | Troisième tour    | —              | — | —                     | —  | —        |
| 1956-1957                                                                                | Division 3 Nord | 8e  | 52 | 46 | 21 | 10 | 15 | 84  | 69  | +15 | Troisième tour    | —              | — | —                     | —  | —        |
| 1957-1958                                                                                | Division 3 Nord | 5e  | 53 | 46 | 19 | 15 | 12 | 78  | 67  | +11 | Quatrième tour    | —              | — | —                     | —  | —        |
| 1958-1959                                                                                | Division 3      | 2e  | 61 | 46 | 26 | 9  | 11 | 90  | 55  | +45 | Premier tour      | —              | — | —                     | —  | —        |
| 1959-1960                                                                                | Division 2      | 21e | 30 | 42 | 10 | 10 | 22 | 48  | 76  | -28 | Troisième tour    | —              | — | —                     | —  | —        |
| 1960-1961                                                                                | Division 3      | 11e | 46 | 46 | 17 | 12 | 17 | 73  | 73  | 0   | Troisième tour    | Premier tour   | — | —                     | —  | —        |
| 1961-1962                                                                                | Division 3      | 10e | 48 | 46 | 20 | 8  | 18 | 67  | 54  | +13 | Deuxième tour     | Troisième tour | — | —                     | —  | —        |
| 1962-1963                                                                                | Division 3      | 10e | 48 | 46 | 19 | 10 | 17 | 74  | 69  | +5  | Troisième tour    | Troisième tour | — | —                     | —  | —        |
| 1963-1964                                                                                | Division 3      | 8e  | 49 | 46 | 16 | 17 | 13 | 73  | 68  | +5  | Troisième tour    | Troisième tour | — | —                     | —  | —        |
| 1964-1965                                                                                | Division 3      | 4e  | 58 | 46 | 23 | 12 | 11 | 91  | 57  | +34 | Deuxième tour     | Deuxième tour  | — | —                     | —  | —        |
| 1965-1966                                                                                | Division 3      | 1er | 69 | 46 | 31 | 7  | 8  | 109 | 62  | +47 | Quarts de finale  | Deuxième tour  | — | —                     | —  | —        |
| 1966-1967                                                                                | Division 2      | 12e | 39 | 42 | 16 | 7  | 19 | 77  | 72  | +5  | Troisième tour    | Premier tour   | — | —                     | —  | —        |
| 1967-1968                                                                                | Division 2      | 17e | 37 | 42 | 12 | 13 | 17 | 58  | 73  | -15 | Troisième tour    | Deuxième tour  | — | —                     | —  | —        |
| 1968-1969                                                                                | Division 2      | 11e | 42 | 42 | 13 | 16 | 13 | 59  | 52  | +7  | Troisième tour    | Deuxième tour  | — | —                     | —  | —        |
| 1969-1970                                                                                | Division 2      | 13e | 41 | 42 | 15 | 11 | 16 | 72  | 70  | +2  | Troisième tour    | Troisième tour | — | —                     | —  | —        |
| 1970-1971                                                                                | Division 2      | 5e  | 51 | 42 | 19 | 13 | 10 | 54  | 41  | +13 | Quarts de finale  | Deuxième tour  | — | —                     | —  | —        |
| 1971-1972                                                                                | Division 2      | 12e | 38 | 42 | 14 | 10 | 18 | 49  | 53  | -4  | Cinquième tour    | Deuxième tour  | — | —                     | —  | —        |
| 1972-1973                                                                                | Division 2      | 13e | 40 | 42 | 14 | 12 | 16 | 64  | 59  | +5  | Cinquième tour    | Troisième tour | — | —                     | —  | —        |
| 1973-1974                                                                                | Division 2      | 9e  | 43 | 42 | 13 | 17 | 12 | 46  | 47  | -1  | Troisième tour    | Quatrième tour | — | —                     | —  | —        |
| 1974-1975                                                                                | Division 2      | 8e  | 44 | 42 | 15 | 14 | 13 | 40  | 53  | -13 | Troisième tour    | Deuxième tour  | — | —                     | —  | —        |
| 1975-1976                                                                                | Division 2      | 14e | 39 | 42 | 14 | 11 | 17 | 45  | 49  | -4  | Quatrième tour    | Quatrième tour | — | —                     | —  | —        |
| 1976-1977                                                                                | Division 2      | 14e | 37 | 42 | 10 | 17 | 15 | 45  | 53  | -8  | Troisième tour    | Deuxième tour  | — | —                     | —  | —        |
| 1977-1978                                                                                | Division 2      | 22e | 28 | 42 | 8  | 12 | 22 | 34  | 52  | -18 | Troisième tour    | Quatrième tour | — | —                     | —  | —        |
| 1978-1979                                                                                | Division 3      | 8e  | 49 | 46 | 19 | 11 | 16 | 66  | 61  | +5  | Deuxième tour     | Premier tour   | — | —                     | —  | —        |
| 1979-1980                                                                                | Division 3      | 20e | 40 | 46 | 12 | 16 | 18 | 51  | 68  | -17 | Premier tour      | Premier tour   | — | —                     | —  | —        |
| 1980-1981                                                                                | Division 3      | 24e | 32 | 46 | 8  | 16 | 22 | 40  | 71  | -31 | Quatrième tour    | Premier tour   | — | —                     | —  | —        |
| 1981-1982                                                                                | Division 4      | 8e  | 69 | 46 | 19 | 12 | 15 | 70  | 61  | +9  | Troisième tour    | Premier tour   | — | —                     | —  | —        |
| 1982-1983                                                                                | Division 4      | 2e  | 90 | 46 | 25 | 15 | 6  | 75  | 34  | +41 | Premier tour      | Premier tour   | — | —                     | —  | —        |
| 1983-1984                                                                                | Division 3      | 4e  | 83 | 46 | 23 | 14 | 9  | 71  | 38  | +33 | Deuxième tour     | Premier tour   | — | Finale                | —  | —        |
| 1984-1985                                                                                | Division 3      | 3e  | 87 | 46 | 25 | 12 | 9  | 78  | 49  | +29 | Troisième tour    | Deuxième tour  | — | Premier tour Nord     | —  | —        |
| 1985-1986                                                                                | Division 2      | 6e  | 64 | 42 | 17 | 13 | 12 | 65  | 55  | +10 | Quatrième tour    | Deuxième tour  | — | —                     | —  | —        |
| 1986-1987                                                                                | Division 2      | 14e | 53 | 42 | 13 | 14 | 15 | 41  | 55  | -14 | Cinquième tour    | Troisième tour | — | —                     | —  | —        |
| 1987-1988                                                                                | Division 2      | 15e | 57 | 44 | 14 | 15 | 15 | 54  | 60  | -6  | Troisième tour    | Deuxième tour  | — | —                     | —  | —        |
| 1988-1989                                                                                | Division 2      | 21e | 47 | 46 | 11 | 14 | 21 | 52  | 68  | -16 | Cinquième tour    | Deuxième tour  | — | —                     | —  | —        |
| 1989-1990                                                                                | Division 2      | 14e | 58 | 46 | 14 | 16 | 16 | 58  | 68  | -10 | Troisième tour    | Premier tour   | — | —                     | —  | —        |
| 1990-1991                                                                                | Division 2      | 24e | 45 | 46 | 10 | 15 | 21 | 57  | 85  | -28 | Troisième tour    | Troisième tour | — | —                     | —  | —        |
| 1991-1992                                                                                | Division 3      | 14e | 59 | 46 | 16 | 11 | 19 | 54  | 54  | 0   | Troisième tour    | Deuxième tour  | — | Quarts de finale Nord | —  | —        |
| 1992-1993                                                                                | Division 2      | 20e | 50 | 46 | 13 | 11 | 22 | 46  | 69  | -23 | Deuxième tour     | Premier tour   | — | Deuxième tour Nord    | —  | —        |
| 1993-1994                                                                                | Division 2      | 9e  | 68 | 46 | 18 | 14 | 14 | 62  | 54  | +8  | Deuxième tour     | Premier tour   | — | Phase de groupes Nord | —  | —        |
| 1994-1995                                                                                | Division 2      | 8e  | 74 | 46 | 21 | 11 | 14 | 70  | 57  | +13 | Premier tour      | Premier tour   | — | Phase de groupes Nord | —  | —        |
| 1995-1996                                                                                | Division 2      | 24e | 31 | 46 | 5  | 16 | 25 | 36  | 78  | -42 | Premier tour      | Deuxième tour  | — | Deuxième tour Nord    | —  | —        |
| 1996-1997                                                                                | Division 3      | 17e | 57 | 46 | 13 | 18 | 15 | 44  | 50  | -6  | Deuxième tour     | Premier tour   | — | Deuxième tour Nord    | —  | —        |
| 1997-1998                                                                                | Division 3      | 22e | 41 | 46 | 11 | 8  | 27 | 56  | 83  | -27 | Premier tour      | Troisième tour | — | Deuxième tour Nord    | —  | —        |
| 1998-1999                                                                                | Division 3      | 21e | 53 | 46 | 14 | 11 | 21 | 44  | 62  | -18 | Troisième tour    | Deuxième tour  | — | Deuxième tour Nord    | —  | —        |
| 1999-2000                                                                                | Division 3      | 14e | 59 | 46 | 15 | 14 | 17 | 43  | 43  | 0   | Troisième tour    | Deuxième tour  | — | Quarts de finale Nord | —  | —        |
| 2000-2001                                                                                | Division 3      | 6e  | 74 | 46 | 19 | 17 | 10 | 47  | 39  | +8  | Premier tour      | Premier tour   | — | Premier tour Nord     | —  | —        |
| 2001-2002                                                                                | Division 3      | 11e | 61 | 46 | 16 | 13 | 17 | 57  | 51  | +6  | Deuxième tour     | Deuxième tour  | — | Demi-finales Nord     | —  | —        |
| 2002-2003                                                                                | Division 3      | 13e | 59 | 46 | 14 | 17 | 15 | 58  | 53  | +5  | Premier tour      | Premier tour   | — | Premier tour Nord     | —  | —        |
| 2003-2004                                                                                | Division 3      | 2e  | 88 | 46 | 25 | 13 | 8  | 82  | 44  | +38 | Premier tour      | Premier tour   | — | Deuxième tour Nord    | —  | —        |
| 2004-2005                                                                                | League One      | 2e  | 86 | 46 | 26 | 8  | 12 | 80  | 53  | +37 | Troisième tour    | Premier tour   | — | Premier tour Nord     | —  | —        |
| 2005-2006                                                                                | Championship    | 18e | 52 | 46 | 12 | 16 | 18 | 49  | 55  | -6  | Troisième tour    | Premier tour   | — | —                     | —  | —        |
| 2006-2007                                                                                | Championship    | 21e | 49 | 46 | 13 | 10 | 23 | 51  | 67  | -16 | Troisième tour    | Troisième tour | — | —                     | —  | —        |
| 2007-2008                                                                                | Championship    | 3e  | 75 | 46 | 21 | 12 | 13 | 65  | 47  | +18 | Troisième tour    | Troisième tour | — | —                     | —  | —        |
| 2008-2009                                                                                | Premier League  | 17e | 35 | 38 | 8  | 11 | 19 | 39  | 64  | -25 | Quarts de finale  | Deuxième tour  | — | —                     | —  | —        |
| 2009-2010                                                                                | Premier League  | 19e | 30 | 38 | 6  | 12 | 20 | 34  | 75  | -41 | Troisième tour    | Troisième tour | — | —                     | —  | —        |
| 2010-2011                                                                                | Championship    | 11e | 65 | 46 | 16 | 17 | 13 | 52  | 50  | +2  | Troisième tour    | Deuxième tour  | — | —                     | —  | —        |
| 2011-2012                                                                                | Championship    | 8e  | 68 | 46 | 19 | 11 | 16 | 47  | 44  | +3  | Quatrième tour    | Premier tour   | — | —                     | —  | —        |
| 2012-2013                                                                                | Championship    | 2e  | 79 | 46 | 24 | 7  | 15 | 61  | 52  | +9  | Quatrième tour    | Deuxième tour  | — | —                     | —  | —        |
| 2013-2014                                                                                | Premier League  | 16e | 37 | 38 | 10 | 7  | 21 | 38  | 53  | -15 | Finale            | Quatrième tour | — | —                     | —  | —        |
| 2014-2015                                                                                | Premier League  | 18e | 35 | 38 | 8  | 11 | 19 | 33  | 51  | -18 | Troisième tour    | Troisième tour | — | —                     | C3 | Barrages |
| 2015-2016                                                                                | Championship    | 4e  | 83 | 46 | 24 | 11 | 11 | 69  | 35  | +34 | Cinquième tour    | Cinquième tour | — | —                     | —  | —        |
| 2016-2017                                                                                | Premier League  | 18e | 34 | 38 | 9  | 7  | 22 | 37  | 60  | -23 | Quatrième tour    | Demi-finales   | — | —                     | —  | —        |
| 2017-2018                                                                                | Championship    | 18e | 49 | 46 | 11 | 16 | 19 | 70  | 70  | 0   | Cinquième tour    | Deuxième tour  | — | —                     | —  | —        |
| 2018-2019                                                                                | Championship    | 13e | 62 | 46 | 17 | 11 | 18 | 66  | 68  | -2  | Troisième tour    | Deuxième tour  | — | —                     | —  | —        |
| 2019-2020                                                                                | Championship    | 24e | 45 | 46 | 12 | 9  | 25 | 57  | 87  | -30 | Quatrième tour    | Deuxième tour  | — | —                     | —  | —        |
| 2020-2021                                                                                | League One      | 1er | 89 | 46 | 27 | 8  | 11 | 80  | 38  | +42 | Deuxième tour     | Troisième tour | — | Quarts de finale      | —  | —        |
| 2021-2022                                                                                | Championship    | 19e | 51 | 46 | 14 | 9  | 23 | 41  | 54  | -13 | Troisième tour    | Premier tour   | — | —                     | —  | —        |
| 2022-2023                                                                                | Championship    | 15e | 58 | 46 | 14 | 16 | 16 | 51  | 61  | -10 | Troisième tour    | Premier tour   | — | —                     | —  | —        |
| 2023-2024                                                                                | Championship    | 7e  | 70 | 46 | 19 | 13 | 14 | 68  | 60  | +8  | Troisième tour    | Premier tour   | — | —                     | —  | —        |
| 2024-2025                                                                                | Championship    | 21e | 49 | 46 | 12 | 13 | 21 | 44  | 54  | -10 | Troisième tour    | Premier tour   | — | —                     | —  | —        |